# Microtendipes chloris
Microtendipes chloris är en tvåvingeart som först beskrevs av Johann Wilhelm Meigen 1818.  Microtendipes chloris ingår i släktet Microtendipes och familjen fjädermyggor. Inga underarter finns listade i Catalogue of Life.